# Jan Trafina
Jan Trafina (* 8. Mai 1999) ist ein tschechischer Leichtathlet, der sich auf den Sprint spezialisiert hat.

## Sportliche Laufbahn
Erste Erfahrungen bei internationalen Meisterschaften sammelte Jan Trafina im Jahr 2017, als er bei den U20-Europameisterschaften in Grosseto mit 11,15 s in der ersten Runde im 100-Meter-Lauf ausschied und mit der tschechischen 4-mal-100-Meter-Staffel mit 40,72 s den Finaleinzug verpasste. 2021 kam er auch bei den U23-Europameisterschaften in Tallinn mit 21,63 s nicht über die Vorrunde über 200 m aus und erreichte mit der Staffel das Finale, konnte dort aber das Rennen nicht beenden.
2020 wurde Trafina tschechischer Meister in der 4-mal-100-Meter-Staffel.

## Persönliche Bestzeiten
- 100 Meter: 10,60 s (+1,9 m/s), 7. Juni 2021 in Prag
  - 60 Meter (Halle): 6,89 s, 25. Januar 2020 in Jablonec nad Nisou
- 200 Meter: 21,26 s (+2,0 m/s), 27. Juni 2021 in Zlín
  - 200 Meter (Halle): 21,73 s, 28. Januar 2020 in Prag